# Vicente Noguera Bonora
Vicente Noguera Bonora (ur. 1891, zm. w sierpniu 1936) – hiszpański przemysłowiec, działacz gospodarczy, konsul honorowy RP.

## Życiorys
Był przedsiębiorcą i działaczem bankowym.
W okresie Drugi Republiki Hiszpańskiej w latach 30. XX wieku pełnił urząd konsula honorowego II Rzeczypospolitej w Walencji.
Podczas hiszpańskiej wojny domowej w sierpniu 1936 został aresztowany przez milicję ludową i rozstrzelany przez komunistów (będąc obywatelem Hiszpanii nie korzystał z prawa nietykalności dyplomatycznej).